# Ramsbottom United FC
Ramsbottom United Football Club is een Engelse voetbalclub uit Ramsbottom, Greater Manchester.

## Geschiedenis
De club werd opgericht in 1966 door huidig voorzitter Harry Williams en speelde in eerste instantie in de Bury Amateur League.
In 1967 verhuisde de club naar de Bolton Combination, en 18 jaar later, in 1987, ging de club verder in de Manchester League Division One. Aan het einde van het seizoen 1990/91 was de club kampioen, waardoor zij promoveerde naar de Premier Division.
Vier seizoenen later schreef Ramsbottom United zich in voor de North West Counties League, en in juni 1995 werd de club toegelaten tot Division Two van die competitie.
Binnen twee seizoenen had de club het kampioenschap te pakken, waardoor een stap hogerop kon worden gemaakt naar Division One. In het seizoen 1998/99 eindigde de club op de elfde plaats en deed het voor het eerst in de clubgeschiedenis mee aan de FA Cup. In de derde kwalificatieronde werd het verslagen door het veel grotere Southport, dat toen speelde in de Conference National.
Tot aan 2005 was de club een structurele middenmoter. De seizoenen die volgden waren veelal teleurstellend met als dieptepunt de 18de plaats in het seizoen 2005/06. Toen de club in 2009/10 twee ex-spelers als trainers had aangesteld, ging het opeens veel beter. De club eindigde op een vierde plaats en het seizoen daarna werd de club zelfs tweede, waardoor zij promoveerde naar de Premier Division.
In het seizoen 2011/12 werd de club kampioen van de Premier Division, en dat leverde niet alleen promotie naar de Northern Premier League Division One North op, maar ook de hoogste eindklassering die de club ooit had behaald.
In het eerste seizoen op dit veel hogere niveau slaagde de club erin op de zesde plaats te eindigen, en liep bovendien de play-offs maar net mis. Een jaar later, in het seizoen 2013/14, ging het nog beter. De club sloot af op de vijfde plaats en had daarmee een plaats in de play-offs bemachtigd. De club bereikte de finale en won daarin na verlenging met 3-2 van Bamber Bridge. Hierdoor promoveerde de club voor het eerst in haar bestaan naar de Northern Premier League Premier Division, oftewel het zevende niveau in Engeland.